# Hochstift Osnabrück
Das Hochstift Osnabrück (auch als Fürstbistum Osnabrück bezeichnet) war ein reichsunmittelbares Territorium des Alten Reiches und gehörte zum Niederrheinisch-Westfälischen Reichskreis. Das Territorium umfasste rund 2700 km².
Karl der Große hatte um 783 das Bistum Osnabrück gegründet, dessen Sprengel von den Flüssen Ems und Hunte begrenzt wurde. Aus Stiftungen und Rechtstiteln wuchs dem Osnabrücker Bischofsstuhl im Hochmittelalter eine Landesherrschaft zu, deren Territorium sich nicht mit dem Diözesangebiet deckte: das Hochstift. Als Staat bestand es bis 1802 und wurde, da sich nach der Reformation keine der beiden Konfessionsparteien im Territorium durchsetzen konnte, nach dem Westfälischen Frieden abwechselnd von einem katholischen und einem lutherischen Landesherrn regiert (siehe die Liste der Bischöfe von Osnabrück). Es wurde nach den Beschlüssen des Wiener Kongresses dem Königreich Hannover einverleibt und bildete nach 1866 einen Bestandteil der preußischen Provinz Hannover.

## Ausbau der Landesherrschaft und Verwaltung
Landesherr des Hochstifts war der Bischof von Osnabrück. Die Landesherrschaft entwickelte sich im Wesentlichen im 13. und 14. Jahrhundert durch den Erwerb der Gerichtsbarkeit (Gogerichte) 1225, den Erwerb der Osnabrücker Hochvogtei 1236 von den Grafen von Tecklenburg und den Bau von Landesburgen zur Grenzsicherung. Am Ende des 14. Jahrhunderts war die Landesherrschaft des Bischofs völlig ausgeformt.
Die Verwaltung des Hochstifts war in die Ämter Fürstenau, Iburg, Grönenberg, Vörden, Wittlage, Hunteburg, Reckenberg und die quasi-autonome Landstadt Osnabrück unterteilt. Für die Justiz siehe Justizwesen im Hochstift Osnabrück.
Ab 1543 wurde unter dem zeitweilig lutherischen Bischof Franz von Waldeck (1532–1553) durch Hermann Bonnus die erste evangelische Kirchenordnung für die Stadt Osnabrück verfasst und damit die Reformation eingeleitet. In der Folgezeit konnte sich weder die lutherische noch die katholische Lehre im Hochstift durchsetzen. Den folgenden Bischöfen, die teils katholischer und teils lutherischer Konfession waren, gelang es nicht, den im Augsburger Religionsfrieden festgelegten Grundsatz „Cuius regio, eius religio“ im Hochstift durchzusetzen. Eine effektive Kirchenleitung gab es weitgehend nicht mehr; die Pfarrer in den einzelnen Kirchspielen waren weitgehend sich selbst überlassen. Die kirchliche Glaubensausübung war eine Mischung aus katholischen und lutherischen Elementen. So teilten katholisch ordinierte Priester in der Messe die Kommunion in beiderlei Gestalt aus oder ließen die von Luther ins Deutsche übersetzten Psalmen singen. Dies änderte sich erst 1623, als Eitel Friedrich Kardinal von Hohenzollern-Sigmaringen nach seiner Wahl zum Bischof die Gegenreformation begann.

## Alternierende Landesherrschaft nach dem Dreißigjährigen Krieg
Im Dreißigjährigen Krieg war das Hochstift zeitweilig von Truppen der Liga und der Union sowie von dänischen und schwedischen Truppen besetzt.
Gemäß Artikel XIII des Westfälischen Friedensvertrags und den Beschlüssen auf dem Nürnberger Exekutionstag von 1650 wurde in einer „Immerwährenden Kapitulation“ (Capitulatio Perpetua Osnabrugensis) die Landesherrschaft abwechselnd von einem katholischen, vom Domkapitel gewählten Bischof und einem lutherischen Bischof aus dem herzoglichen Hause Braunschweig-Lüneburg ausgeübt. Während der Regentschaft eines lutherischen Bischofs lagen die kirchlichen Leitungsfunktionen über die katholische Geistlichkeit und die katholischen Einwohner des Hochstifts beim Erzbischof von Köln. Die in der „Immerwährenden Kapitulation“ festgelegten Regelungen zur freien Religionsausübung der beiden Konfessionen behielten ihre Gültigkeit bis 1802. Das Hochstift Osnabrück war somit eines der wenigen Territorien des Alten Reiches ohne einheitliche konfessionale Festlegung. Die Zuordnung der Konfession der Pfarrer war kirchspielweise festgelegt, doch gab es auch Kirchspiele, in denen beide Konfessionen über jeweils eine eigene Kirche mit eigenem Pfarrer verfügten. In einigen Kirchspielen wurde die einzige vorhandene Kirche simultan von beiden Konfessionen (katholisch und lutherisch) genutzt. Seit 1785 hatte die Verwaltung des Fürstbistums ihren Sitz in der Fürstbischöflichen Kanzlei.
Nachdem 1648 zunächst der während des Krieges von den Schweden vertriebene katholische Bischof Franz Wilhelm von Wartenberg wieder die Herrschaft übernommen hatte, wurde nach dessen Tod 1662 der jüngere Welfenherzog Ernst August, Sohn des Calenberger Herzogs Georg, der erste lutherische Fürstbischof. Ernst August wurde nach dem Tod seines älteren Bruders Johann Friedrich 1679 auch regierender Herzog im Fürstentum Calenberg und 1692 schließlich Kurfürst von Braunschweig und Lüneburg, sodass Osnabrück bis zum Tode Ernst Augusts 1698 in Personalunion mit dessen welfischen Stammlanden regiert wurde. Ihm folgte der Trierer Kurfürst Karl Joseph von Lothringen als katholischer Bischof von Osnabrück (1698–1715) nach. 1714 war das Haus Braunschweig-Lüneburg zum neuen britischen Königshaus aufgestiegen. Zum neuen evangelischen Fürstbischof wurde 1716 Herzog Ernst August II. gewählt, Sohn des Kurfürsten Ernst August und Bruder des britischen Königs Georg I. Kurioserweise bemühte sich mit der Unterstützung des Papstes auch ein weiterer Bruder, der zum Katholizismus konvertierte Herzog Maximilian Wilhelm, um das Bischofsamt, konnte aber weder das katholische Domkapitel noch das Welfenhaus für einen solchen Bruch der Stiftsverfassung gewinnen.
Katholischer Nachfolger von Ernst August II. wurde der Kölner Kurfürst Clemens August von Bayern, der von 1728 bis zu seinem Tod 1761 als Fürstbischof über Osnabrück herrschte. Im Zuge des Siebenjährigen Krieges verzögerten die Welfen die Wahl eines neuen evangelischen Landesherrn. König Georg III. setzte 1764 die Wahl seines wenige Monate alten Sohnes Friedrich August durch, der erst mit seiner Volljährigkeit 1783 die Amtsgeschäfte übernahm. Das Hochstift Osnabrück entwickelte sich unter der ab 1764 eingesetzten Vormundschaftsregierung faktisch zu einem Nebenland Kurhannovers.
In Folge des im Frieden von Lunéville 1801 bestimmten Entschädigungsgrundsatzes wurde ein Jahr später durch die vom Reichstag eingesetzte außerordentliche Reichsdeputation – auf der Grundlage eines gemeinsamen französisch-russischen Entschädigungsplanes vom 3. Juni 1802 – das Hochstift Osnabrück dem Kurfürstentum Braunschweig-Lüneburg („Kurhannover“) als erbliches Fürstentum zugesprochen. Die am 24. August 1802 zusammengetretene Reichsdeputation bestätigte schon mit – vorläufigem – Beschluss vom 8. September die in dem Entschädigungsplan vorgesehene Entschädigung für den König von England als Kurfürst von Braunschweig-Lüneburg. Der letzte Fürstbischof von Osnabrück, Friedrich, Herzog von Braunschweig-Lüneburg, Prinz von Großbritannien und Irland, der zweite Sohn König Georgs III. von England, legte daraufhin am 29. Oktober 1802 die Herrschaft über das Hochstift nieder. Sechs Tage später nahm sein Vater Georg III. das neue Fürstentum Osnabrück offiziell in Besitz. Damit endete die Geschichte des unabhängigen geistlichen Fürstentums.
Die Säkularisation wurde förmlich erst mit der Verabschiedung des Hauptschlusses der außerordentlichen Reichsdeputation am 25. Februar 1803 bestätigt:
§ 4. Dem Könige von England, Kurfürsten von Braunschweig-Lüneburg, für seine Ansprüche auf die Grafschaft Sayn-Altenkirchen, Hildesheim, Corvey und Höxter, und für seine Rechte und Zuständigkeiten in den Städten Hamburg und Bremen, und in derselben Gebieten, namentlich dem Gebiete der letzteren, so wie dasselbe unten bestimmt werden wird, wie auch für die Abtretung des Amtes Wildeshausen: das Bisthum Osnabrück.

## Fürstentum Osnabrück nach dem Reichsdeputationshauptschluss
Das Fürstentum Osnabrück wurde ab 1802 in Personalunion von den Kurfürsten von Braunschweig-Lüneburg regiert. 1806 kam es zum Königreich Preußen, 1807 zum Königreich Westphalen, 1811 fiel es an das Kaiserreich Frankreich, und 1815 wurde es auf dem Wiener Kongress dem neu entstandenen Königreich Hannover zugeschlagen. Allerdings wurde das Amt Reckenberg (heute Kreis Gütersloh) als Exklave abgetreten und der preußischen Provinz Westfalen zugeschlagen. Teile des Amtes Vörden, die Kirchspiele Neuenkirchen und Damme, für das ein Kondominium mit dem Niederstift Münster bestand, wurden abgetrennt und dem Großherzogtum Oldenburg zugeordnet. Heute gehören diese Gebiete zum Landkreis Vechta. Bei der Gebietsreform 1974 kam auch das Kirchspiel Vörden zum Landkreis Vechta.
Das Fürstentum Osnabrück gehörte im Königreich Hannover zur Landdrostei Osnabrück und fiel mit ihm 1866 an Preußen. Die Landdrostei wurde im Zuge der preußischen Kommunalreform 1885 durch den Regierungsbezirk Osnabrück abgelöst. Gleichzeitig wurden die Landkreise Osnabrück, Bersenbrück, Iburg, Wittlage und Melle sowie der Stadtkreis Osnabrück gebildet.
1972 wurde aus den Landkreisen Osnabrück, Melle, Wittlage und Bersenbrück der (neue) Landkreis Osnabrück gebildet, dessen Grenzen weitgehend denen des alten Hochstifts entsprechen.

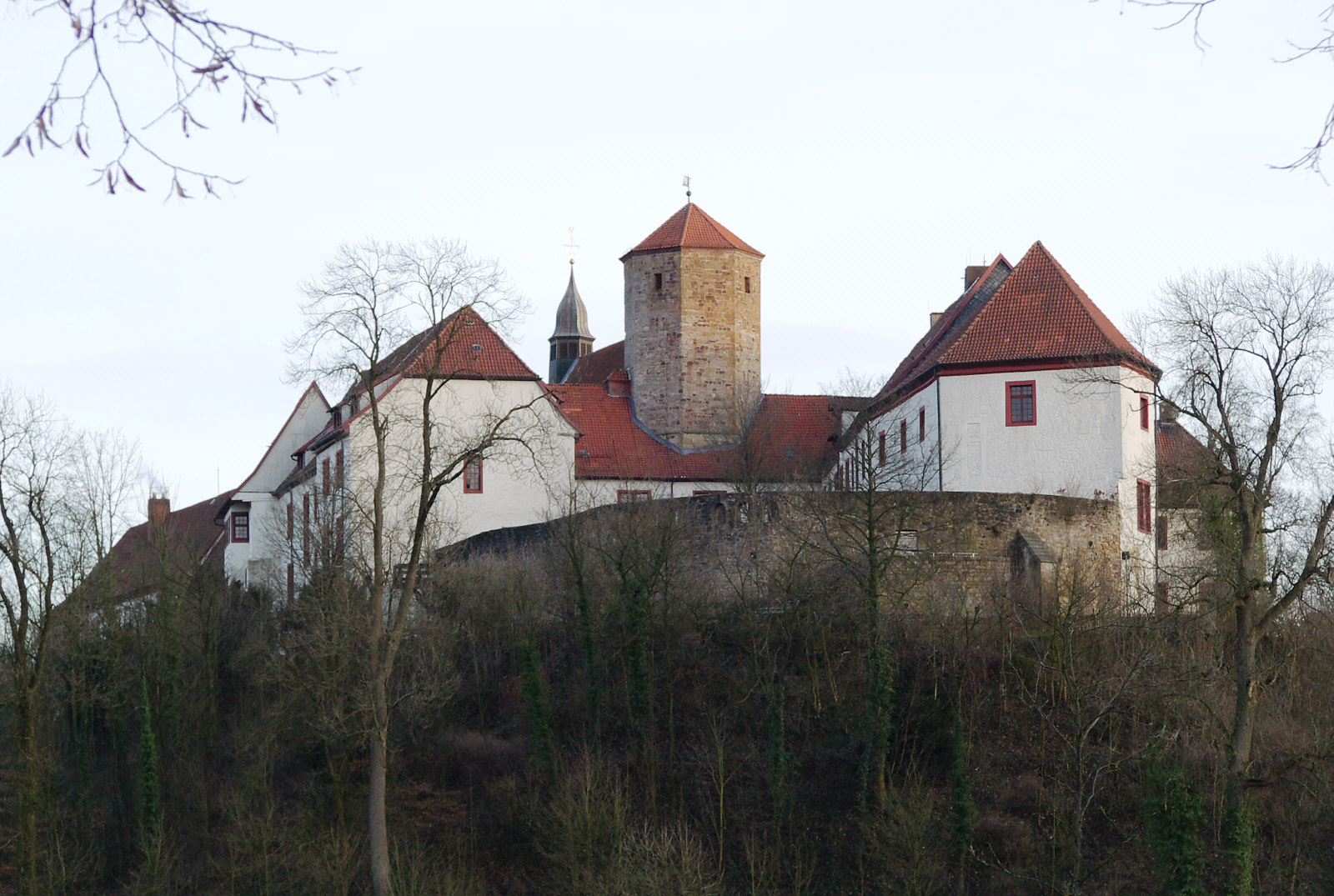
Residenzschloss Iburg
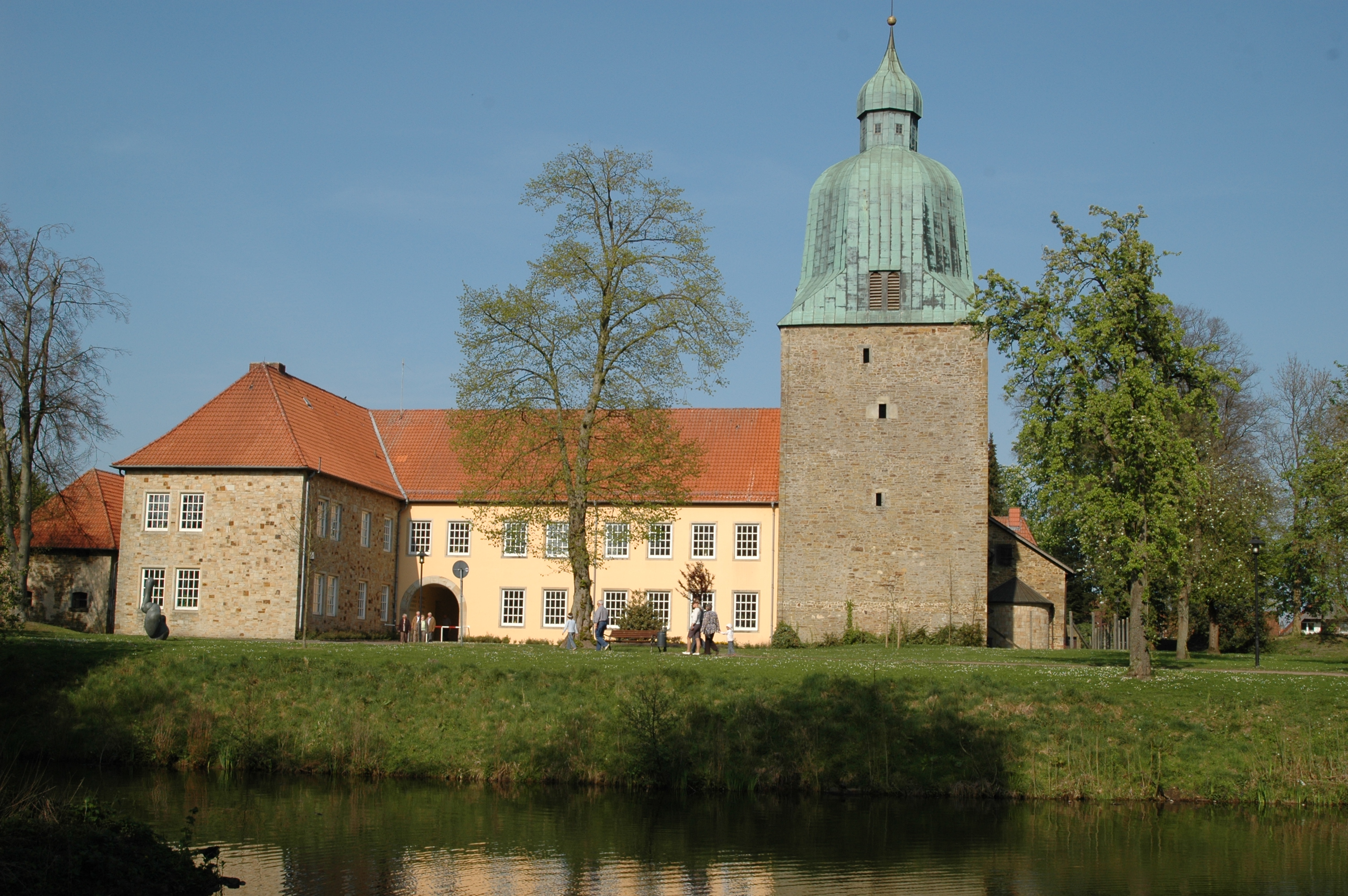
Residenzschloss Fürstenau
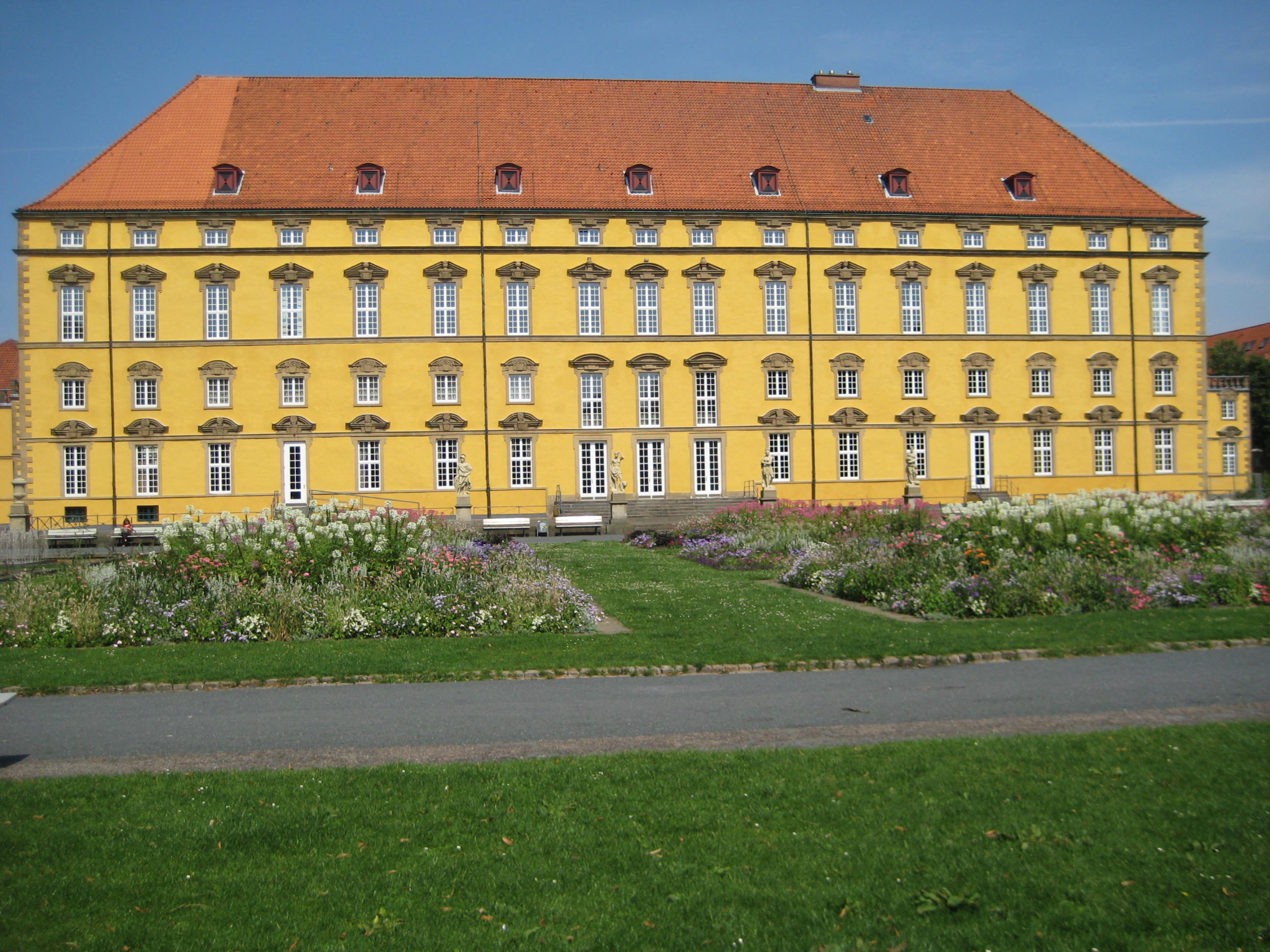
Residenzschloss Osnabrück
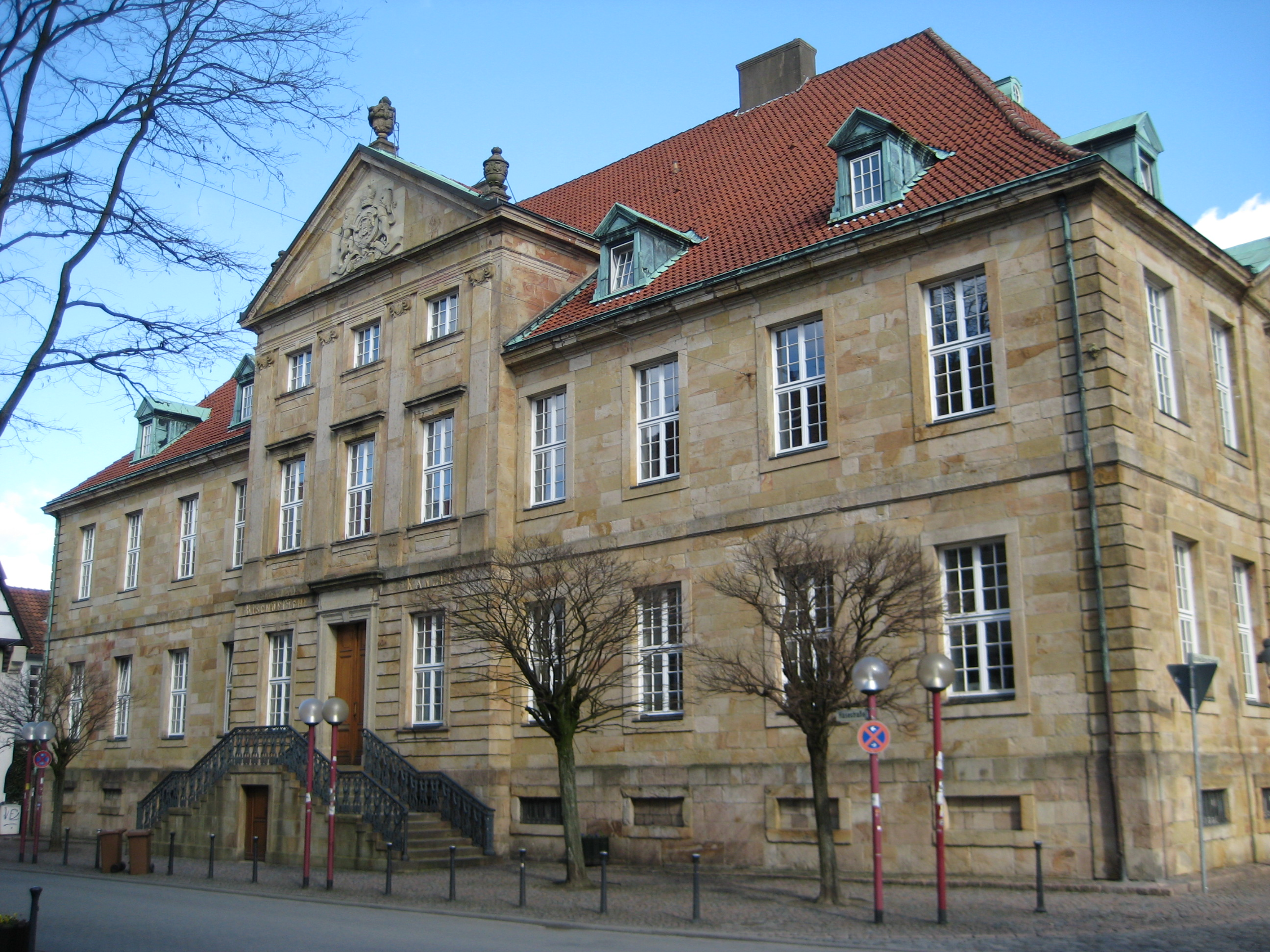
Kanzlei in Osnabrück